# Park Narodowy Cumbres del Ajusco
Park Narodowy Cumbres del Ajusco (hiszp. Parque nacional Cumbres del Ajusco) – park narodowy w Meksyku, w południowej części miasta Meksyk, w dzielnicy Tlalpan. Został utworzony 23 września 1936 roku i zajmuje obszar 9,2 km². W 2000 roku został zakwalifikowany przez BirdLife International jako ostoja ptaków IBA.

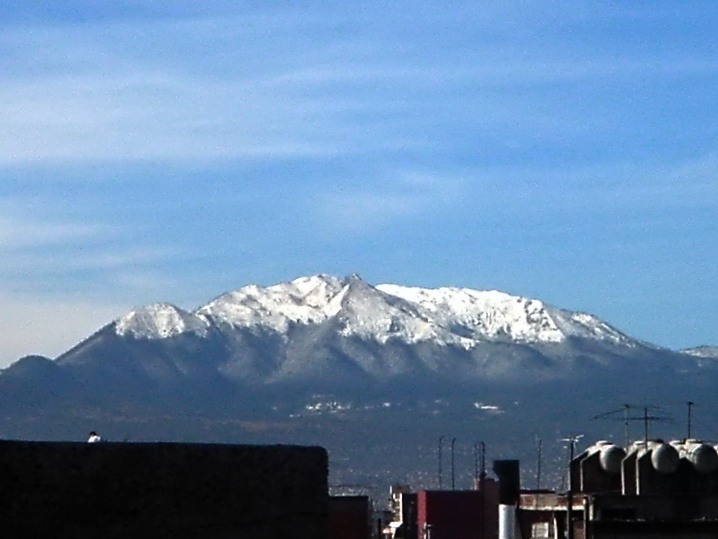
Wulkan Ajusco (2001)

## Opis
Park obejmuje dużą część pasma górskiego Sierra de Ajusco-Chichinauhtzin oraz fragment Doliny Meksyku. Pasmo jest częścią Kordyliery Wulkanicznej. Ogranicza od południa Dolinę Meksyku, granicząc z pasmem Sierra de las Cruces od zachodu i pasmem Sierra Nevada od wschodu. Najwyższym szczytem w parku jest La Cruz del Marqués (3930 m n.p.m.) będącym jednym z wierzchołków nieczynnego wulkanu Ajusco.

## Szata roślinna
Prawie cały obszar parku zajmują lasy, głównie sosnowe i dębowe. W najwyższych partiach występują łąki. Rosną tu m.in.: Abies religiosa, Pinus leiophylla, sosna Montezumy, Pinus hartwegii, Pinus teocote, Quercus rugosa, Quercus laeta, Quercus laurina, Quercus deserticola i Quercus crassipes.

## Fauna
Ssaki występujące w parku to zagrożony wyginięciem (EN) króliczak wulkaniczny, a także m.in.: paskosuseł meksykański, susłouch skalny, wiewiórka rudobrzucha, Thomomys umbrinus, Dipodomys phillipsi, szczuroskok meksykański, Neotoma mexicana, myszak skalny, myszak aztecki, kojot preriowy, urocjon wirginijski, szopik pręgoogonowy, nocek kalifornijski, molos aksamitny, mroczek brunatny, ryjówka polna, ploniarka wulkaniczna, myszowik górski, puma płowa i ryś rudy.
Ptaki tu żyjące to zagrożony wyginięciem (EN) bagiennik plamisty, narażony na wyginięcie (VU) cierniosternik czarny, a także m.in.: sępnik różowogłowy, krogulec czarnołbisty, krogulec zmienny, myszołów rdzawosterny, pustułka amerykańska, aeronauta białogardły, kominiarczyk szarobrzuchy, nadobniczka białoskrzydła, modrowronka meksykańska, przepiór czarnogardły, gołąbeczek aztecki, rudaczek szarouchy, pąsówka białoucha, drozd rudogrzbiety, strzyż jarzębaty, cytrynka szarobrewa i  pląśnik ciemny.
Płazy i gady występujące w parku to krytycznie zagrożony wyginięciem (CR) Chiropterotriton chiropterus, a także m.in.: Barisia imbricata, Aquiloeurycea cephalica, Pseudoeurycea leprosa, Pseudoeurycea belli, Sceloporus aeneus, Salvadora bairdi, Sceloporus mucronatus, Storeria storerioides, Thamnophis scalaris, Phrynosoma orbiculare, Thamnophis eques, Crotalus triseriatus i grzechotniczek meksykański.